# 成田アキラ
成田 アキラ（なりた あきら、1945年4月9日 - ）は日本の漫画家。佐賀県唐津市生まれ。東京都在住。既婚。
都立小石川高校卒業。明治大学工学部電気工学科卒業。日本艶主党党首。

## 来歴

### 生い立ちからデビューまで
佐賀県唐津市生まれ。中学1年生までを唐津で過ごす。1958年、両親が子供を大学へ行かせるために家族で上京。東京に転居。都立小石川高校、明治大学卒。明治大学で電気工学科へ進学したのは「この世は何で出来上がってるのか」を知りたくて、「この世は電気ででき上ってるんじゃないか」と考え、入学した。叔父でもある漫画家ムロタニ・ツネ象の下で漫画修行をする。26歳でデビュー作「チポー星のやつら」が園山俊二の目にとまり、それがきっかけで漫画サンデーで「フリフリダムダム」を2年間連載するが、性器を模ったキャラクターを主人公とするなど、あまりに内容が「前衛的」「飛んでる」という理由で打ち切りとなる。その後はイラストなどを描いていたが、母親に250万円借りて渡米（後に1000万円にして返した）。アメリカでは車を購入し2か月がかりで周る。手塚治虫のアシスタントを務め、SFモノや、易しい科学漫画を描いていた。

### テレクラ漫画
テレクラ漫画といわれるジャンルを初めて確立。1985年、テレクラ経営者と知り合ったことからテレクラにのめりこみ、『テレクラの秘密』をはじめ、電話で知り合った女性との性体験を描いたテレクラ漫画を出版、約400人の女性および少数の男性とのセックス体験に基づいた、女性の心と体に寄り添った実践的で多岐に渡る性愛テクニックを盛り込む。これが当たり、ポルシェを買うなど、現在までに約5億円以上を稼ぐ。出版された漫画の大半は再刷されないものの、品切本が古書店で新刊販売価格の数倍の値で取引されている。漫画のページの端に成田は自身の電話番号を書いており、漫画を読んで直接、成田に連絡してきた女性も数多い。気の合った女性とはホテルではなく、温泉へ誘う。これは同じラブホテルでは漫画の絵柄にならないためである。これにより、温泉マニアの読者も付くようになった。電話をしてくる女性は、年齢は下は18歳から上は75歳まで。平均すると30代から50代の人妻が多かったという。写真も撮って、それを見ながらリアルに描くという。成田の顔程の乳房の女性もいたが、この女性を混浴温泉へ連れていき、他の男性の反応を観察して描いたこともある。また、「先生に女にしてもらいたい」という27歳のニューハーフの応募もあり、意向を実現。こうした応募の取材だけでも漫画にしていないものも含め1500人ほどと会っているが、最も楽しかったのはマゾの女性で「玉を8時間舐めろ！」と命令したら、実際に8時間舐めそうな雰囲気だったが、成田が飽きて4時間でやめさせたという。1980年代には、「11PM」、「ルックルックこんにちは」などのテレビにも登場。

### 私生活
27歳で結婚。「超・遊び人」を自認し、結婚に際して「こんな遊び人でもいいのか？」と確認してから結婚するほどで、夫婦間では結婚当初よりフリーセックスを現在まで貫いている。結婚当時は連載を打ち切られ、アルバイト的な収入以外は収入がなかったため、薬剤師の妻に養ってもらう。また、妻にもテレクラを勧め、妻がテレクラで男と話しているのを横で聞いて、この男とならセックスさせてもいいと思うと、セックスをさせた。子供は娘3人いるが、「親父がスケベな漫画を描いているが、学校でいじめられていないのか？」と当時、中学生の子供に問うたところ、「お前ところのお父さんは有名人じゃんかよ」と言われたという。夫婦間のことは娘らも知っているほか、元教師であった成田の父親は、「こんな漫画を描いていていいのか？」と問う成田に対し、「お前チャンスじゃないか！ もっとやれ！」と激励したという。成田は愛妻家を自認しており、妻も時折、雑誌のインタビューなどに登場し、成田について語っている。妻がテレクラで知り合った男とセックスをしている様子を覗き見ることによって興奮する「寝取られフェチ」であると、2020年に出演した「じっくり聞いタロウ〜スター近況（秘）報告〜」（テレビ東京）で発言している。また、当番組に出演した時点で75才だったが、「今でも何の薬を飲まなくても勃起する」とも発言している。また、2021年1月に初めて登場したYouTubeの企画番組でも、朝立ちは月に3，4回、セックスの回数は週に1回で、相手は40～50代の女性だと発言している。2021年現在も、連載のオファーはあるが、ブログやツイッターに注力しているため断っている。また自伝を書いており、2021年9月に発売（徳間書店）された。モモカフェという出会いカフェのプロデュースをし、モモカフェが成田の漫画のキャラクターを使用している。成田は、少子化対策のために出会いカフェなどが必要だと感じている。

## その他
弟の成田コージも漫画家。兄と似た画風で同じようなテーマの作品がある。
現在は漫画や書籍で体験談や性愛講座を執筆する他、アダルトグッズのプロデュースや出会い系サイトの運営、性のカウンセリングに応じるなど多彩な活躍を見せている。
2018年 6月成田アキラ公式ツイッター「 @hifuuyoyonarita」遅ればせながらツイッターを始める。
日本艶主党（えんしゅとう）というネット政党(法的位置付けは任意団体)を立ち上げて、Twitterのフォロワーを勝手に党員にしており、党員30万人を目指している。TwitterやYouTubeで政治経済等に関してを発信している。熱烈な愛国者として皇国和の国日本を復活させるまで頑張る意欲である。日本第一党の瀬戸弘幸最高顧問・中村和弘幹事長、日本国民党の鈴木信行代表、東京都豊島区議会のくつわざ亮治議員との対談が成田アキラチャンネルYOUTUBEにて発信されている。
2021年日本艶主党公式サイトを開設。

## 日本艶主党
マニフェスト
この三つを実行すれば必ず経済復興、和の国日本になる。
- 一、ＭＭＴによるコロナ粗利補償真水100兆円国債。持ち直すまで継続。デフレ脱却国債年30兆円。
- 二、移民禁止。中国人は完全禁止。中国人の日本の土地取得禁止。中国人の土地、建物は日本国の借地・借物とする。よって転売禁止。土地の担保価格はゼロとする。
- 三、日本軍隊を持ち、核保有。９条廃止・新憲法制定。財政法４条を破棄し国債発行の制限なしとする。

## エピソード
1980年 35歳で単身アメリカへ留学。 中古のフォードピントを約46万円で購入しアメリカを一周する。その後、メキシコ、カナダまで足を伸ばす。サンフランシスコではアパートを借りパラグライダーに没頭。アメリカサンディエゴの国際漫画展で手塚治虫氏のカバン持ちをする。
1981年 相対性理論の魅力に取りつかれ、「タイムマシン」(相対性理論早わかり講座・講談社刊)を日本で唯一漫画で出版する。

## 作品
- 『講談社まんがなぞふしぎシリーズ』（講談社）
1. 『算数クイズ？？―考える力がつく』（1982年3月）
6. 『科学ものしりゼミナール』（1982年4月）
15. 『タイムマシン―相対性理論早わかり講座』（1982年7月）
26. 『"脳"のなぞふしぎ―君も天才になれる！？』（1982年12月）
- 『テレクラの秘密』（スケール/弓立社）
  1. 1987年8月
  2. 1987年12月
  3. 1988年7月
  4. 1988年8月
  5. 1988年11月
  6. 1989年4月
  7. 1989年8月
  8. 1989年11月
  9. 1990年3月
  10. 1990年10月
- 『奥の色道 』（リイド社） - 『テレクラの秘密』を改題、再編集
  1. 1994年2月
  2. 1994年4月
  3. 1994年6月
  4. 1994年8月
  5. 1994年10月
  6. 1994年12月
  7. 1995年2月
  8. 1995年4月
  9. 1995年6月
  10. 1995年8月
- 『大東京秘密のテレクラネットワーク ニマニマ』（1988年7月、徳間コミュニケーションズ）
- 『いけない人妻しました〈テレクラ篇〉』（1989年8月、マドンナ社/二見書房）
- 『成田アキラのエッチBOOK』(共著、1990年6月、評伝社）
- 『イジョーにさわやか夫婦』（妻の成田ミツコと共著、1990年7月、双葉社)
- 『100%のV快感―成田アキラのセイコー確実』（1990年11月、アドア出版)
- 『成田アキラのドッキリ快楽島』（1991年12月、双葉社）
- 『テレクラ絵日記』（1991年12月、未来出版）
- 『テレクラ体験記』（辰巳出版）
  1. 1992年3月
  2. 1992年6月
- 『成田アキラのテレクラ日誌』（シュベール出版） 
  1. 1992年9月
  2. 1992年10月
  3. 1992年12月
  4. 1992年11月
  5. 1993年1月
  6. 1993年2月
- 『成田アキラの朝まで混浴！』（1994年9月、双葉社）
- 『超愛の人』（講談社）
  1. 1994年10月
  2. 1995年1月
  3. 1995年4月
  4. 1995年7月
  5. 1995年8月
- 『小説 愛を欲しがる女たち―ナンパ旅人・六平の超愛講座』（1994年12月、廣済堂出版)
- 『成田アキラの極楽三昧（双葉社）- 1,2巻は『ニッポン人妻めぐり』のサブタイトル有り
  1. 1995年5月
  2. 1995年7月
  3. 1995年9月
  4. 1995年11月
  5. 1996年1月
- 『ダイヤルの女神たち―エロチックテレクラ小説』（1995年8月、廣済堂出版）
- 『男と女の快楽大全』（実業之日本社）
  1. 1996年2月
    - 『初級編』（2002年8月） - 改題

  2. 1996年12月
    - 『中級編』（2002年12月） - 改題

  3. 2000年3月
    - 『上級編』（2003年2月） - 改題

  4. 2001年4月
    - 『最上級編』(2003年8月） - 改題

  - 『究極秘技編』（2003年12月）
  - 『至高快楽編』（2004年3月）
  - 『純粋性愛編』（2004年6月）
  - 『人妻昇天悦楽編』（2004年9月）
  - 『人妻昇天悦楽編二の巻』（2004年12月）
  - 『人妻昇天悦楽編三の巻』（2005年2月）
  - 『人妻昇天悦楽編 4の巻』（2005年5月）
  - 『達人SEX探求編 1』（2005年8月）
  - 『爆発！エッチ・マグマ娘編』（2005年12月）
  - 『男フェロモンを感じる女編』(2006年3月)
  - 『超名器！Gカップ巨乳娘編』（2006年6月)
  - 『これが奥義だ！絶頂追求！！編』（2007年4月）
- 『男と女のスーパー快楽大全 美人妻攻略編』(2011年6月、実業之日本社)
- 『快楽大魔王』（双葉社）
  1. 1996年7月
  2. 1996年10月
  3. 1997年4月
- 『テレクラ千夜一夜 1』（1997年7月、実業之日本社）
- 『LOVE・LOVEクリニック 愛の出張相談編』（2003年4月、双葉社）
- 『本当にあった素人オンナ快楽道』（2004年1月、ぶんか社）
- 『成田アキラの男と女の秘め事記 人妻温泉編』（2004年2月、双葉社）
- 『男の快楽お色気温泉』（共著、2006年4月、宙出版）
  - 『秋号』（2006年9月）
  - 『冬号』（2006年11月）
- 『成田アキラのオンナが一番！』（2007年7月、徳間書店）
- 『愛する人にわかって欲しいセックスとエクスタシーのこと』（2008年6月、実業之日本社）
- 『ナンプレ館GOLD増刊 成田アキラのもっとスゴイ人妻H話』（2010年3月、オデッセウス出版）
- 『湯けむり美女温泉』（共著、2016年3月、実業之日本社)
- 『非風揺葉理論～新宇宙論～』（2019年3月、オンデマンド)
- 『超愛漫画家 成田アキラ自伝』（2021年9月、徳間書店)

- 2016年 ７月、成田アキラの新世界シリーズ「ラビア・ソーイング」電子書籍出版。
- 2016年 10月、同シリーズ、「宇宙ユーカク」電子書籍出版。
- 2016年 10月、同シリーズ、「不死鳥・アバ美希」電子書籍出版。
- 2018年 1月、コラージュ戯れ絵にハマり、コラージュ戯れ絵「異星人・チボー星のやつら・ヒフーとヨーヨ」ブログにて連載開始。
- 2018年 6月、漫画「異星人・チボー星のやつら・ヒフーとヨーヨ」ブログにて連載開始。
- 2018年 7月14日、週刊大衆にて「成田アキラの死んでもSEX講座」連載開始
- 2018年 12月3日、日刊ゲンダイにて「成田アキラのタイ素人女マン遊記」連載開始

## ビデオ原作
- 『テレクラ三昧』（1996年12月、ハピネット）
- 『成田アキラのテレクラ稼業』（1999年9月、ケイエスエス）

## 出演番組
- 1988年 深夜番組「11PM」に出演　イレブン大賞を受賞！
- 1989年 4月に深夜番組「トゥナイト」に出演する
- 1989年 9月にフジテレビ「オールナイトフジ」に出演する
- 1989年 10月にフジテレビ「おはよう!ナイスデイ」に出演する
- 2020年 5月21日 全国放送のテレビ東京「じっくり聞いタロウ〜スター近況（秘）報告〜」に出演！
- 2021年 YouTube番組「街録ch〜あなたの人生、教えて下さい〜」に出演！

## プロデュース
- 1992年「成田アキラコミュニティーサイト」の前身「テレクラ情報館」顧問就任
- 2007年 ８月出会い喫茶「モモカフェ」総合プロデゥーサー就任
- 2019年 5月30日 歌舞伎町一番街に《逆ナン館》拡大移転OPEN！
- 2019年 8月20日 台東区JR上野駅前に《モモキャバ熟上野店》新規OPEN！！